# Franz Kräft
Franz Kräft (* 1904; † 1992 in Hohen Neuendorf) war ein kommunistischer deutscher Arbeiterfotograf und Teilnehmer an konspirativen Aktionen gegen den NS-Staat.

## Leben und Werk
Kräft kam aus einer Berliner Arbeiterfamilie und erlernte in Berlin bei der AEG den Beruf des Schlossers. Er war ab 1922 Mitglied des Kommunistischen Jugendverband Deutschlands. Er betätigte sich in seiner Freizeit als Fotograf und gehörte der Gruppe Nordost der Vereinigung der Arbeiterfotografen Deutschlands  an. Er entwickelte und vergrößerte mit zumeist selbstgebauten Geräten selbst seine Filme und Bilder. Für die Arbeit der Arbeiterfotografen entwarf und baute er den Prototyp eines Schrankes, in dem diese möglichst platzsparend ihre Laborgeräte unterbringen konnten. Kräft war u. a. mit Anton Saefkow, Wilhelm Firl, Fritz Plön, Elfriede Tygör, dem Mitbegründer der Vereinigung der Arbeiterfotografen Walter Tygör (1901–1981) und Ewald Plenzdorf, Vater von Ulrich Plenzdorf, befreundet.
Die beiden Mitgliedschaften beendete er 1925/1926, wohl um seine konspirative Arbeit in der illegalen Berliner Werkstatt der KPD für Pass-, Photo- und Dokumentenfälschungen nicht zu gefährden. Die in der Werkstatt gefälschten Dokumente dienten insbesondere dazu, gefährdeten Mitgliedern der Partei die Ausreise aus Deutschland zu ermöglichen. Es liegen keine Angaben dazu vor, in welchem Zeitraum und Umfang Kräft dort tätig war. In der Zeit des Nationalsozialismus flogen mehrmals Mitarbeiter der Werkstatt auf und wurden vom Volksgerichtshof zu Zuchthausstrafen verurteilt.
Nachdem Kräft geheiratet hatte, zog er mit seiner Frau Hilde 1936 nach Hohen Neuendorf, wo sie ein kleines Haus hatten. In dessen Keller richtete er 1937 sein Fotolabor ein. 
Kräft arbeitete in den 1930er Jahren als Tontechniker bei der UFA und unternahm dabei Auslandsreisen u. a. nach Bosnien und auf Teneriffa. Danach war er Lehrausbilder bei der AEG. 
Nach dem Beginn des Zweiten Weltkriegs wurde Kräft zur Wehrmacht eingezogen, und er nahm am Krieg teil. Belegt ist, dass er 1940 kurzzeitig als Gefreiter Beleuchter im Filmlabor einer Propaganda-Einheit der Kriegsmarine war.
Nach dem Ende des NS-Staats trat Kräft 1945 in die KPD ein. Ab 1946 war er in der SED. Kurzzeitig beteilige er sich in Hohen Neuendorf am Aufbau einer neuen Gemeindeverwaltung. Danach arbeitete er beim Magistrat von Berlin im Hauptschulamt. Er war verantwortlich für die praktische Berufsausbildung an den Berliner Berufsschulen. 
Aus nicht bekannten Gründen wurde Kräft 1953 im Zusammenhang mit dem Aufstand vom 17. Juni 1953 aus der SED ausgeschlossen. Er verlor seine Leitungsfunktion und arbeitete an verschiedenen Stellen in der Volksbildung, zuletzt bis zum Renteneintritt 1964 im Kreispionierhaus Prenzlauer Berg.
Sein umfangreiches Fotoarchiv wurde von seinem Freund, dem Fotografen Volker Döring (* 1952), gesichert. Dieser übergab es 2020 dem Bilderarchiv der Robert-Havemann-Gesellschaft. Es handelt sich dabei u. a. um Fotos zur Jugendkultur in den 1920er Jahren, von den Auslandsreisen und um Stadtansichten und Alltagsszenen aus der DDR.

## Postume Ausstellung
- 2023: Berlin, Kulturwagen des Kunst- und Kulturzentrums Brotfabrik („»Franz Kräft« (1904–1992) – Ein (un)vergessener Arbeiterfotograf“)[3]

## Weblink
- Bestand Kräft, Franz